# Saint-Marc (Haïti)
Pour les articles homonymes, voir Saint-Marc.
Saint-Marc est une commune d'Haïti, deuxième ville du département de l'Artibonite et chef-lieu de l'arrondissement homonyme. Les habitants de Saint-Marc sont nommés Saint-Marcois.

## Environnement physique
La commune de Saint-Marc se situe entre le bassin de l'Artibonite et le golfe de la Gonâve (entrée de la baie de Saint-Marc), face au versant nord de la chaîne des Matheux. Elle est bornée au nord par la commune de Grande-Saline, au sud par la commune de l'Arcahaie et à l'ouest par le golfe de la Gonâve. Elle s'étend sur 545,23 km2 répartie en six sections communales.
Sections communales et superficie (km2) :
- 1re section Délugé : 58,91 ;
- 2e section Bois-Neuf : 132,18 ;
- 3e section Goyavier : 46.63 ;
- 4e section Lalouère (Hauts de Saint-Marc) : 96,40;
- 5e section Bocozelle :180,36 ;
- 6e section Charettes : 33,75.

### Réseau hydrographique
La commune de Saint-Marc est traversée par un important réseau de cours d'eau : la Grande Rivière de Saint-Marc et la Petite Rivière de Saint-Marc, les rivières Lanzac et Abricot situées dans la 1re section de Délugé, la rivière de Freycineau et le fleuve Artibonite prenant sa source en République dominicaine.
Il convient de souligner que la Grande Rivière de Saint-Marc reçoit les eaux de deux affluents, la rivière Veuve et la rivière Gobé.

### Occupation des sols
L'agriculture occupe près de 40 % des terres de la commune. Elle est de type pluvial dans les 3e et 4e sections et de type irrigué dans les 1re, 2e, 4e, 5e et 6e sections. Les zones de montagnes totalisent 41,6 % de la superficie totale de la commune et les zones de plaines 24,74 %. Les zones de plaines sont essentiellement couvertes de bananiers, d'arbres véritables, de cocotiers et d'avocatiers. Les zones de savane (zone rizicole) viennent en troisième position dans la commune et occupent 17,32 %. Cette zone correspond à la section communale de Bocozelle. À côté des zones de savane, on retrouve des pâturages avec une superficie représentant près de 6 %. Les espaces de forêts et d'agroforesterie représentent respectivement 3,54 % et 4,63 % de la superficie totale.

### Conditions climatiques
La commune de Saint-Marc se trouve dans la zone de climat tropical semi-aride. Elle est caractérisée par deux grandes variations climatiques : une saison pluvieuse s'étendant du mois d'avril à octobre (1 300 mm/an) et une période sèche de novembre à mars (220 mm/an). La pluviométrie moyenne mensuelle est de 128 mm. La température moyenne annuelle de la commune se situe autour de 26 degrés Celsius.

### Contraintes et potentialité
La Ville de Saint-Marc est localisée dans la partie nord d'une plaine littorale en forme de croissant, limitée à l'ouest par la mer et à l'est par des reliefs montagneux qui la verrouillent au sud et au nord.

## Démographie
La commune est peuplée de 266 642 habitants(recensement par estimation de 2015).
Plus de la moitié de la population réside dans le milieu urbain de Saint-Marc, environ 53 %.

## Histoire
La ville est située sur le site d'une ancienne bourgade indienne Taïno, appelée « Amany-i ». La ville a été fondée par les Français en 1716, durant la période coloniale.

Elle a vu grandir un des grands planteurs de coton de Saint-Domingue, Joseph Larigaudelle-Dubuisson, fils du lieutenant gouverneur de Saint-Marc, possédait cinq cotonneraies et indigoteries au quartier de l'Artibonite en indivision avec son frère et sa belle-sœur née Poirier, propriétés exploitées par près de 900 esclaves, produisant annuellement plus de 15 milliers d'indigo, environ 80 milliers de coton, et qui furent estimées 2,24 millions de francs en 1826 en vue de ses droits à l'indemnité, et pour lesquelles il avait encore 100 000 francs de dettes en 1791.

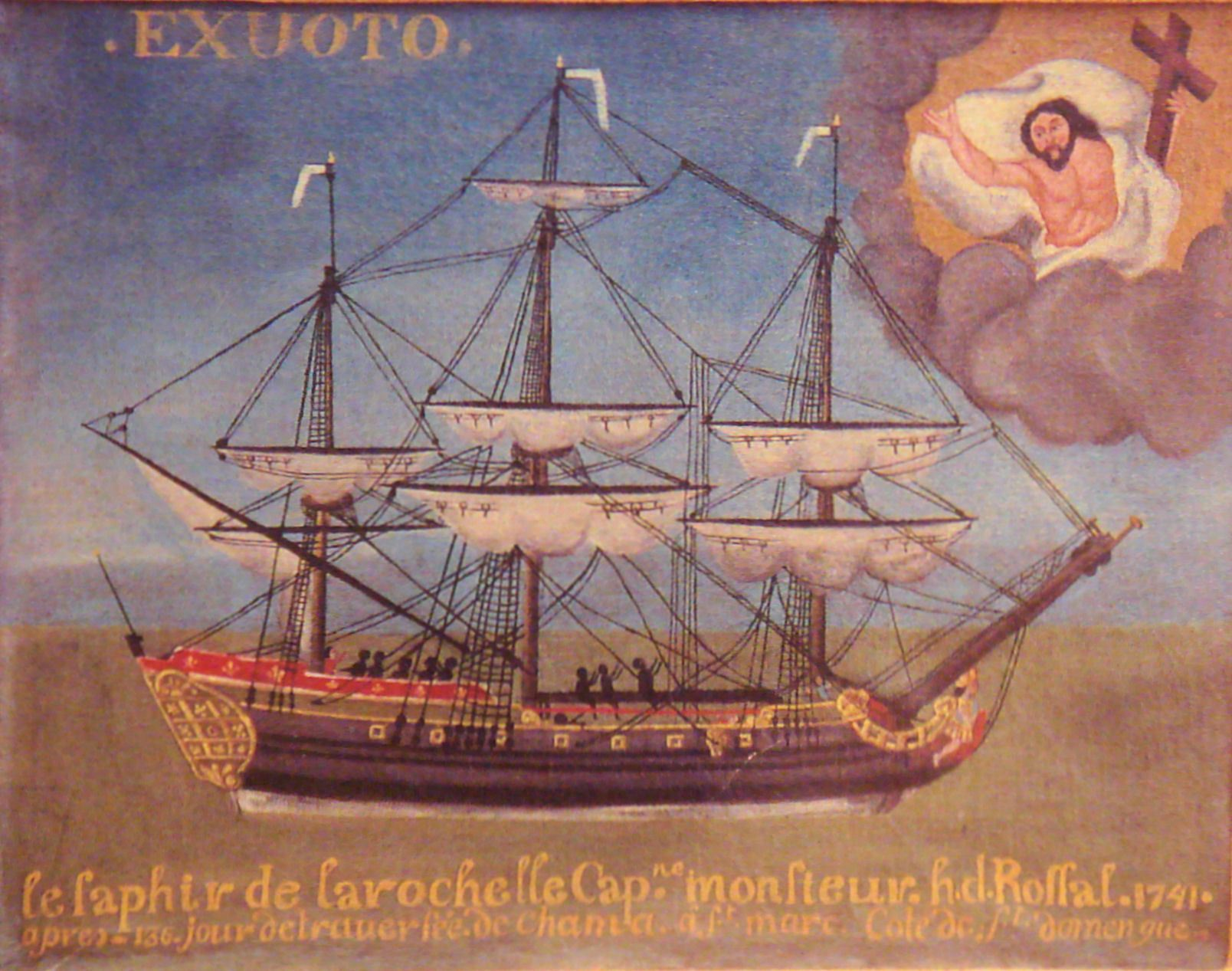
Peinture du navire négrier Le Saphir qui a vendu 217 esclaves dans le port de Saint-Marc en 1740[8], après avoir connu une révolte d'esclaves à son bord[9].
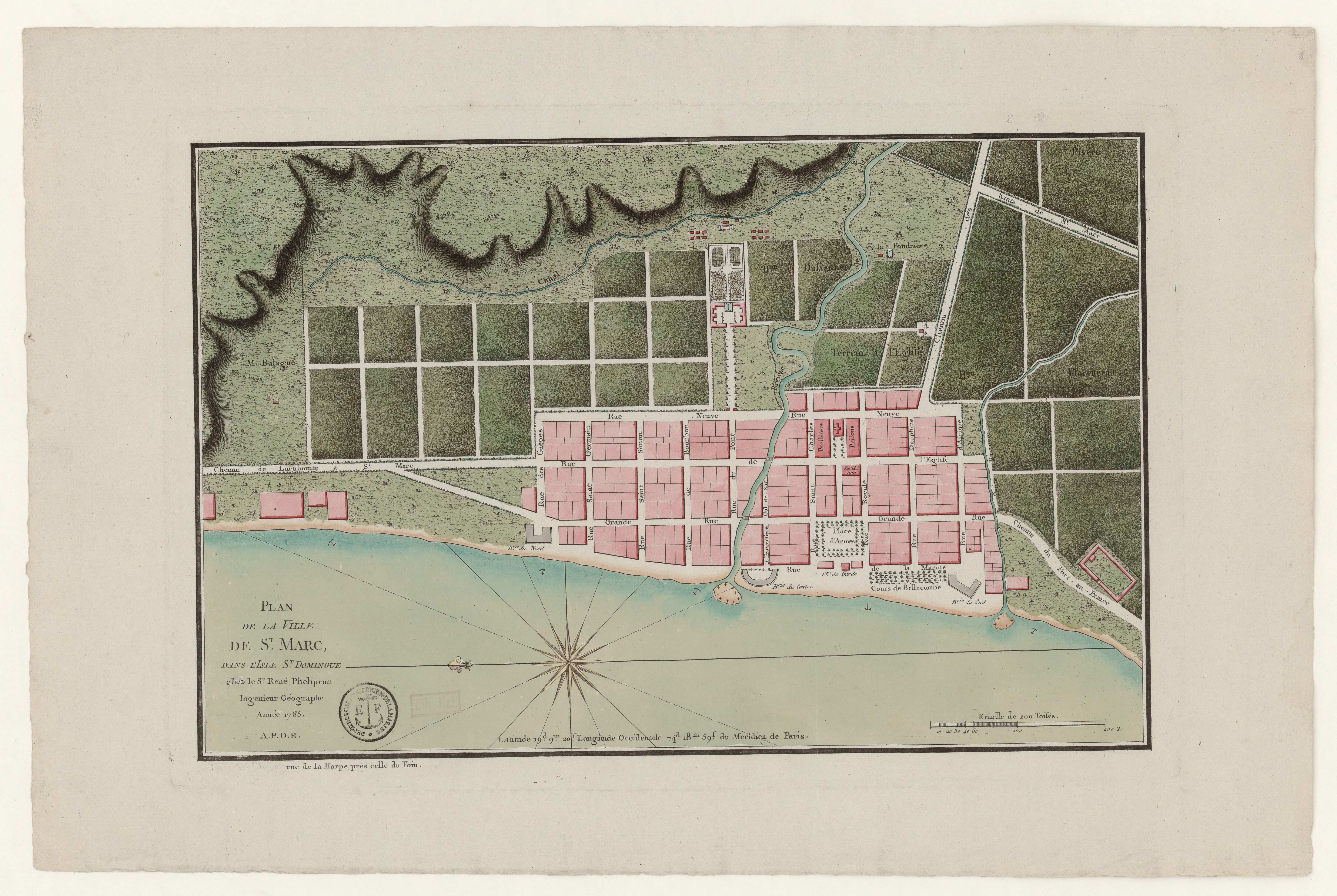
Plan de Saint-Marc (1785) avec la Grande Rivière et la Petite Rivière de Saint-Marc.

### XIXesiècle
Des personnalités historiques sont enterrées à Saint-Marc : le général Gabart, héros de l'Indépendance, les présidents Philippe Guerrier et Nissage Saget.

## Administration
La commune est composée des sections communales de :
- Délugé (dont le quartier « Montrouis » - code postal : HT 4311) ;
- Bois Neuf ;
- Goyavier ;
- Lalouère ou les Hauts de Saint-Marc[11] ;
- Bocozelle (dont la localité de Pont-Sondé) ;
- Charrette.

Elles sont toutes rattachées à la ville de Saint-Marc.
La ville de Saint-Marc (appelée aussi cité de Nissage Saget) est dirigée par un conseil municipal de trois membres dont le maire titulaire tandis que chacune des sections communales est administrée par un Conseil de la Section communale ou CASEC.
Selon la Constitution haïtienne de 1987 (en vigueur), le conseil municipal devrait être assisté d'une assemblée municipale composée de représentants des sections communales. Pour les sections communales, les décisions des CASEC doivent être ratifiées par les ASEC ou assemblées des sections communales.
La vice-délégation, anciennement appelée préfecture (jusqu'en 1986), a son siège dans la Ville et représente le Président de la République au niveau de l'arrondissement de Saint-Marc (ensemble des communes de Saint-Marc, de Verrettes et de la Chapelle).
Différentes administrations déconcentrées de l'État existent dans la commune et siègent dans la ville : la Direction générale des impôts (DGI), le Bureau Régional des Travaux publics, Transports et Communications (TPTC), le Bureau Régional de l'Électricité d'Haïti (EDH), le Bureau Agricole Communal (BAC), le Bureau de l'Administration portuaire nationale (APN), le Bureau Régional de l'ONA (Office National d'Assurance), la Bibliothèque municipale, etc..
Une firme privée, la SESAM, détient le monopole de l'exploitation de l'eau dans l'espace urbain à la suite de la loi sur la réforme de l'eau et grâce aux contrats et autres concessions accordés par la DINEPA.

## Desserte routière
Saint-Marc est située à 100 kilomètres de Port-au-Prince, la capitale, et à 50 kilomètres de la ville des Gonaives. Toute la Ville est traversée du nord au sud par une des plus importantes routes du pays : la Route Nationale 1. Cette route emprunte, dans sa traversée de Saint-Marc, la principale artère commerciale de la ville : la rue Louverture.

## Port de Saint-Marc
Comme la quasi-totalité des villes haïtiennes, Saint-Marc s'est développée autour de la fonction portuaire. Le port est ouvert au commerce extérieur. Le wharf est localisé en plein centre historique. Les activités portuaires et le trafic routier qu'elles génèrent, sont en conflit avec les activités urbaines ; elles ont même un impact négatif sur l'environnement urbain.

## Utilisation de l'espace urbain
La cité de Saint-Marc sert de support à de multiples activités économiques regroupées en quartiers spécialisés.
La croissance démographique et l'arrivée non contrôlée d'immigrants posent de sérieux problèmes en matière de ravitaillement, de logement, de salubrité, d'assainissement, de chômage et de criminalité.
Il y a une place publique, une salle de spectacle, un parc de football, sept night-clubs, deux marchés communaux et un abattoir.

## Niveau de développement humain
Selon la Carte de pauvreté d'Haïti, Saint-Marc constitue une commune mal classée si l'on considère les conditions de vie de sa population en termes d'accès à l'éducation de base, à la santé, à l'eau courante et à l'assainissement.

### Éducation
Pour le premier indice, c'est le département de l'Artibonite en général qui connaît un accès défavorable à l'éducation de base et Saint-Marc présente également une forte carence en ce domaine. D'ailleurs, les résultats officiels en taux de réussite lors des cinq dernières années s'avèrent déplorables: moins de 10 % en moyenne.

### Santé
Le département de l'Artibonite se révèle aussi mal classé en matière de services de santé. En dépit de la prise en charge administrative de l'hôpital Saint-Nicolas par une puissante ONG américaine et la supervision des dispensaires par le Bureau Régional de l'UCS (Unité Communale de Santé), Saint-Marc occupe une place modérément faible et se classe parmi 12 des quinze communes du département dont les rangs varient entre « extrêmement faible », « très faible » et « faible ». Selon l'Unité de Coordination du Programme National d'Alimentation et de Nutrition du MSPP (Ministère de la Santé et de la Population), l'insécurité alimentaire y est fort élevée avec un taux de prévalence qui varie entre 51 % et 60 %. La malnutrition chronique s'élève, quant à elle, à un taux de 29,6 %.

### Eau
Quoique Saint-Marc ne soit considérée comme une région aride, la disponibilité en eau courante (ou eau potable) s'avère assez précaire sur le territoire communal. Saint-Marc n'est pas classée parmi les 26 communes (sur 133)qui ont une accessibilité plus ou moins satisfaisante en eau courante. D'ailleurs, la forte densité démographique a provoqué un déséquilibre dans la disponibilité en eau que même la gestion assumée par la firme franco-haïtienne SESAM (Société des Eaux de Saint-Marc)n'arrive à endiguer. Plus de 60 % des domiciles urbains, sans compter les quartiers périurbains, ne sont pas raccordés au réseau de distribution actuel. À peine 20 % de la population rurale de Saint-Marc consomme l'eau à partir d'un SAEP (Système d'adduction d'eau potable) indépendamment de la fiabilité de sa structure.

### Assainissement
Le peu de services publics d'assainissement devrait être fourni dans chaque commune par le pouvoir municipal ou, comme le prescrit la loi sur la réforme de l'eau de 2009, par la DINEPA (Direction Nationales de l'Eau Potable et de l'Assainissement), via SESAM. La gestion des ordures ménagères, de l'épuration des eaux usées, de la collecte des déchets solides et des excrétas pose de sérieux problèmes environnementaux et sanitaires au niveau de la Ville de Saint-Marc et des quartiers périurbains. Les déchets de toutes sortes sont déversés dans les canaux de drainage, les égouts ou tout simplement sont déposés sur les trottoirs des rues provocant la présence d'immondices sur le pavé. Lors des pluies, cette situation complique non seulement le blocage des canaux d'évacuation des eaux, l'éparpillement des détritus sur la chaussée, mais aussi contribue beaucoup à la pollution marine.
La pollution de la nappe phréatique par la filtration des excréta contenus dans les latrines constitue une autre menace de santé publique et d'hygiène pour la population de toute la ville.

## Culture et loisirs
Saint-Marc offre une large gamme d'activités de détente et de divertissement, desservies par des endroits les plus divers.
La Place Philippe Guerrier a beaucoup perdu de son allure avec le temps et surtout le retrait de toute initiative d'entretien. Jusqu'à la fin des années 80, elle a été une espèce de jardin public qui faisait la fierté des habitants, un lieu de promenade et de jeux pour les enfants, de rendez-vous amoureux pour les jeunes, de repos, de rencontre et de bavardage pour les vieux. Elle était utilisée également pour des activités culturelles et festives.
Les plages sont très prisées par les Saint-Marcois ; les plus fréquentées sont Amani-Y et Grosse Roche situées toutes deux sur le littoral urbain. Mais les plus magnifiques activités balnéaires se pratiquent un peu plus au sud en dehors de la ville, dans la section communale de Délugé. On y trouve les sites classés parmi les plus attrayants et confortables du pays: l'hôtel Xaragua et les clubs resort Indigo et Moulin sur Mer.
Les boites de nuit pullulent à Saint-Marc mais seulement trois tiennent le flambeau: Club 2000, Kay Grégoire et La Brise. Des soirées dansantes ont lieu également sur la piste de Le Corsaire Night Club et dans les enceintes des hotels Le Gou-T, La Colline ou Rose Garden, mais seulement lors des grandes occasions comme le Jour de l'An ou le jour de la Fête Patronale de Saint-Marc(25 avril). D'autres boîtes dansantes, Vénus et Petit Club (autrefois club multisport), se partagent le public adolescent et ouvrent leurs guichets tous les weekends.
Les lieux les plus convoités par les Saint-Marcois sont quelques restaurants nocturnes situés à Pivert: Kay Foun et Villane-Marie et Stop Ma Bar Restaurant situé en plein cœur de Pont Tambour, un quartier en pleine expansion depuis peu. Spécialisés dans la préparation de mets de qualité à base d'ingrédients locaux, ils affichent un cadre et une ambiance typiquement haïtiens semblables à ceux du bon vieux temps des années 70 et 80, ce qui leur donne une allure quelque peu exotique dans le panorama local actuel et attire en même temps la plupart des expatriés qui surpeuplent les ONG de la région et alentour.
Saint Marc est l'une des rares villes à avoir une salle de cinéma qui fonctionne régulièrement. « Colombes Ciné » situé à la rue Bonnet, est la première salle de cinéma de la ville qui dans le temps a fait impact et a contribué au divertissement de beaucoup de jeunes. À la suite de nombreuses difficultés d’ordre économique et structurelles le cinéma a fermé ses portes pendant 12 ans jusqu'à sa réouverture le 20 décembre 2012.
Enfin l'endroit le plus singulier de cette catégorie s'appelle Le Troquet, lui aussi situé à Pivert, car multifonctionnel et multiévénementiel. Il s'agit d'un centre culturel doté à la fois d'un théâtre, d'un restaurant, d'une salle de conférence ou de spectacle et prolongé d'une cour protégée par toutes sortes de plantes (arbres et fleurs) qui ajoutent une certaine fraîcheur et une certaine discrétion à l'endroit.

## Médias
Les principaux mass médias de Saint-Marc se trouvent concentrés dans la Ville. Ce sont pour la plupart des stations de radio et des stations de télévision. Les plus connues sont: Radio Max Fm, Média Pam Haiti, Radio Tête à Tête, Radio LJS, Radio Millénium 3, Radio Télé Delta, Télé Dynasty, Télé Quisqueya,Koze senmak, Télé LJS et Télé Nissage Saget.Et les médias en ligne hit_saint_marc_valide,senmak_ou_a, senmak_en, aksyon, senmaksoukèm, senmakstreet14, hit18promo, senmak_valide, dinelor_news 

## Personnalités
- Vivian Barbot (née le 7 juillet 1941 à Saint-Marc syndicaliste, féministe et femme politique québécoise
- Marc Bazin (1932-2010), Premier ministre et président de la République d'Haïti
- Garcelle Beauvais (née en 1966), actrice expatriée aux États-Unis
- Jules Cantave, magistrat, président de la Cour de cassation de 2015 à 2019[19].
- Jean Baptiste Pointe du Sable (1745-1818), fondateur de la ville de Chicago
- Hector Hyppolite (1894-1948), peintre
- Mademoiselle Marthe, comédienne et directrice de théâtre : elle dirige la Comédie de Saint-Marc à partir de 1769.
- Georges Jean-Jacques Smarck Michel (1937-2012), Premier ministre d'Haïti
- Nissage Saget, président d'Haïti au XIXe siècle (1869-1874)
- Wilmarck Estiverne,mathématicien, éducateur, entrepreneur

## Sport
Deux clubs sportifs spécialisés dans la pratique du football, dominent le panorama sportif de la Ville de Saint-Marc et d'Haïti. Fondés respectivement en 1970 et 1974, ils sont affiliés à la Fédération haïtienne de football (FHF) et se partagent la masse sociale du football local.
Ce sont le Tempête FC et le Baltimore SC, pourtant classés tous deux parmi les clubs les plus titrés du Championnat national.
Il s'agit également des deux uniques rescapés de l'ancienne ligue saint-marcoise, l'USSSM (Union des Sociétés Sportives Saint-Marcoises), fondée le 12 décembre 1950 et vainqueur en deux occasions (1976 et 1979) de l'Interrégionale ou Coupe 3 juillet.
Les deux clubs manquent totalement de structures associatives, administratives et financières. L'amateurisme des organes directeurs ne concorde nullement à la dimension (quoique embryonnaire) de professionnalisation qui secoue les deux clubs. Sans plan d'action et infrastructures propres, les deux clubs continuent à évoluer dans l'enceinte du Parc Levelt qui offre une capacité de 6 000 places assises environ.
Le basket-ball est pratiqué dans le complexe sportif G&C, mais les clubs, qui prennent part au tournoi local, sont peu stables.
Ce sport ressemble plus à un phénomène de mode pour un public jeune en quête d'émotions fortes.